# Voo Southwest Airlines 1248
O voo 1248 da Southwest Airlines era um voo doméstico regular de passageiros de Baltimore, Maryland, para Las Vegas, Nevada, com escalas em Chicago, Illinois, e Salt Lake City, Utah. Em 8 de dezembro de 2005, o avião escorregou de uma pista no Aeroporto Internacional de Chicago-Midway enquanto pousava durante uma tempestade de inverno e colidiu com uma via de automóveis, matando um menino de seis anos.

## A Aeronave e Tripulação
A aeronave, um Boeing 737-700 de um ano de idade e com matrícula N471WN,  foi entregue à Southwest em julho de 2004. Ele era equipado com dois motores turbofan CFM International CFM56-7B24.
O comandante era Bruce Sutherland, de 59 anos, que havia sido piloto da Força Aérea dos Estados Unidos. Ele ingressou na Southwest Airlines em agosto de 1995 e tinha 15.000 horas de voo, incluindo 4.500 horas no Boeing 737. O primeiro oficial era Steven Oliver, de 34 anos, que trabalhava para a companhia aérea desde fevereiro de 2003, tendo anteriormente atuado como comandante na Mesaba Airlines. O primeiro oficial tinha 8.500 horas de voo, sendo 4.000 horas como comandante e 2.000 no Boeing 737. Nenhum dos pilotos se envolveu em qualquer acidente ou incidente antes do voo 1248.
O comandante Sutherland estava pilotando (do inglês, pilot flying) e o primeiro oficial Oliver estava monitorando (do inglês, pilot monitoring).

## O Acidente

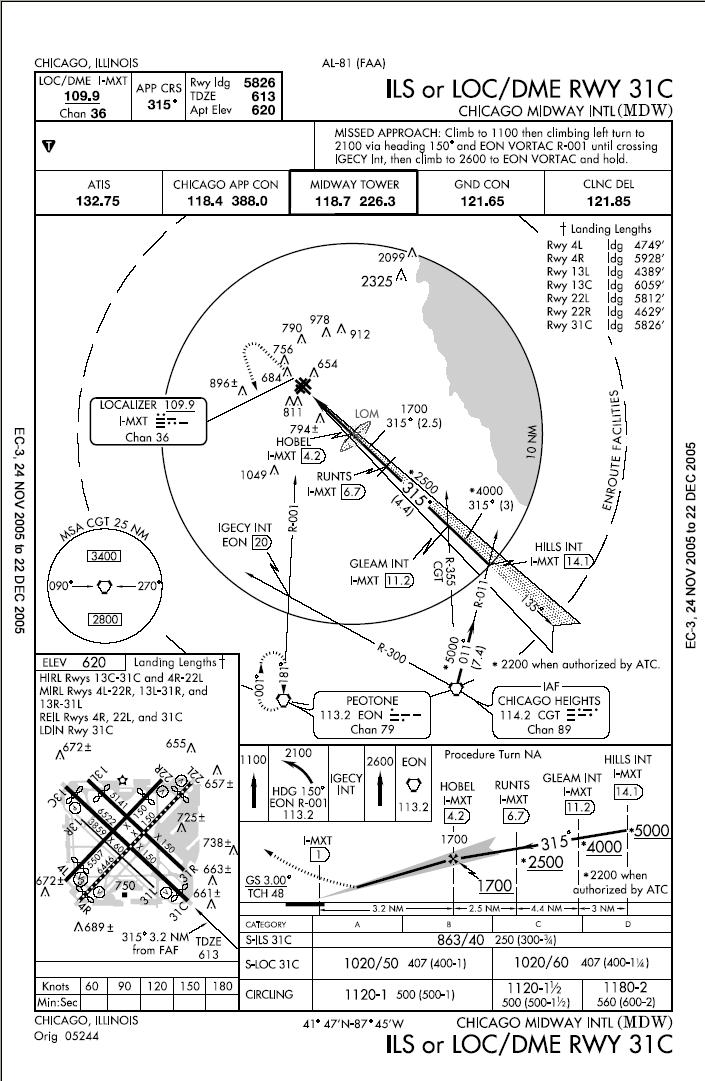
Carta do ILS da pista 31C para o Aeroporto Internacional de Chicago-Midway, onde ocorreu o incidente.

Na quinta-feira, 8 de dezembro de 2005, o voo 1248 da Southwest Airlines estava programado para chegar ao Aeroporto Internacional  de Chicago-Midway, partindo doAeroporto Internacional Thurgood Marshall, em Baltimore, Washington e, em seguida, continuar para o Aeroporto Internacional de Salt Lake City, terminando o voo no Aeroporto Internacional de Las Vegas-McCarran . O voo circulou sobre uma pequena área no noroeste de Indiana várias vezes antes de tentar pousar durante uma tempestade de inverno que reduziu a visibilidade para menos de uma milha.
Por volta das 19h15 CST, o piloto tentou um pouso com quase 20 centímetros de neve no solo da área. Funcionários do aeroporto afirmaram que a pista estava livre de neve antes do pouso. O último reporte meteorológico relatou vento vindo entre leste e leste-sudeste (090°) a 20 km/h (11 nós).
Um vento de sudeste normalmente favorece o pouso na pista 13 Central. O alcance visual da pista foi relatado em 1.400 metros, abaixo dos mínimos de pouso para a aproximação com o sistema de pouso por instrumentos da pista 13C. A única pista disponível com mínimos mais baixos era na direção oposta, a pista 31C, que a tripulação escolheu, tendo a velocidade da aeronave consequentemente aumentada pelo vento de cauda.
O 737 derrapou durante o pouso e, de acordo com testemunhas, o trem de pouso do nariz quebrou. O avião parou na Avenida Central, ao sul do cruzamento da Rua 55, na esquina noroeste do aeroporto. O cruzamento estava cheio de veículos e o avião atingiu pelo menos três carros, matando Joshua Woods, de seis anos, ferindo gravemente cinco ocupantes de um carro (dois adultos e três crianças) e gravemente quatro ocupantes de um segundo carro. Todos foram levados rapidamente para hospitais da área. Três passageiros da aeronave foram levados a hospitais com ferimentos leves. Após o incidente, 12 pessoas foram levadas a hospitais. Um outro carro atingido estava estacionado e desocupado.

## A Investigação
O National Transportation Safety Board (NTSB) investigou o acidente. O representante do Corpo de Bombeiros de Chicago, Cortez Trotter, disse que a aeronave não seria removida do cruzamento até que o NTSB autorizasse isso após a investigação no local. O nariz da aeronave foi içado sobre um reboque no sábado, 10 de dezembro, e o 737 foi rebocado a um hangar para inspeção.
O Boeing 737-700 estava equipado com a mais recente tecnologia antiderrapante e de frenagem. O relatório observou que apenas muito recentemente a Southwest havia começado a usar os sistemas de freios automáticos e que o treinamento dos pilotos sobre o uso adequado dos freios automáticos havia sido inadequado.
O relatório preliminar do NTSB determinou que a aeronave pousou na zona de toque da pista com 1.400 metros  restantes; nas condições predominantes de clima, vento, velocidade e peso, a aeronave precisava de 1.600 metros de pista para parar com segurança. Verificou-se que o vento de cauda era de oito nós e excedeu o limite exigido de cinco nós.

Um parecer preliminar do NTSB afirmou que:
"O piloto (comandante) afirmou que não conseguia tirar as alavancas de reversão da posição retraída. O primeiro oficial, após vários segundos, percebeu que os reversores de empuxo não foram acionados e ativou-os sem problemas. As informações do gravador de dados de voo revelam que os reversores de empuxo não foram utilizados até 18 segundos após o toque, ponto no qual havia apenas cerca de 300 metros de pista utilizável restante."
Como alternativa, a tripulação poderia ter ficado no ar, esperando que o tempo melhorasse, ou eles poderiam ter desviado para outro aeroporto, tal como o Aeroporto Internacional de Chicago-O'Hare , que tinha pistas substancialmente mais longas a apenas 10 minutos de distância. Cada uma dessas opções teria acarretado despesas adicionais consideráveis para a Southwest, bem como conexões perdidas e inconvenientes significativos para os passageiros do voo. O NTSB identificou a pressão psicológica para completar a tarefa atribuída como um dos fatores que contribuíram para a decisão da tripulação de pousar em Midway, apesar das condições desfavoráveis. As transcrições do gravador de voz da cabine indicam que os pilotos estavam preocupados com o clima e, antes do pouso, aludiram de brincadeira ao filme Avião! , dizendo: "Escolhi um dia ruim para parar de cheirar cola."
O NTSB descobriu que o controlador de tráfego aéreo disse aos pilotos que a ação de frenagem para a primeira metade da pista era boa e ruim para a segunda. No entanto, os investigadores descobriram que o controlador não forneceu aos pilotos todos os relatórios de ação de frenagem disponíveis porque ele não levou em consideração o tipo de aeronave de cada relatório. Um desses aviões era um pequeno avião que relatou más condições de frenagem. Verificou-se que os relatórios de ação de frenagem variaram significativamente com base no tipo de aeronave, mudanças nas condições climáticas, experiência, o tipo de equipamento usado e o tempo do relatório e, portanto, não devem ser usados como informações conclusivas sobre as condições da pista.
Os pilotos afirmaram que, com base nos cálculos que a tripulação havia inserido no computador de desempenho de bordo (OPC), acreditavam que poderiam pousar e parar com segurança. No entanto, os investigadores determinaram que o OPC baseou suas margens de parada em duas suposições: que o vento de cauda seria mais fraco do que realmente acabou sendo e que os reversores de empuxo seriam acionados durante o pouso. Verificou-se que os pilotos não estavam cientes dessas suposições e que a Southwest não havia fornecido treinamento recorrente suficiente para eles. Portanto, os pilotos não usaram o termo crítico de ação de frenagem "pobre" ao avaliar o desempenho de pouso.
A Southwest Airlines tinha uma política que exigia que os pilotos considerassem avaliações de ação de frenagem mais críticas ao receberem relatórios de ação de frenagem mista. No entanto, os pilotos do acidente desconheciam a política e, portanto, não a consideraram ao avaliar as condições de pouso. O NTSB também descobriu que três outros pilotos da empresa pousaram antes do acidente com os mesmos relatórios mistos de ação de frenagem. Quando entrevistados, os pilotos da empresa revelaram que eles também não aderiam à política de frenagem mista ou não a conheciam. A Southwest também não treinou rotineiramente seus pilotos para seguir ou compreender a política de relatório de ação de frenagem mista, e isso não estava mencionado nos manuais da empresa.
O NTSB concluiu que mesmo sob as más condições de frenagem e o vento de cauda, o avião poderia ter parado a tempo se os pilotos usassem os reversores de empuxo a tempo. O exame do sistema reversor não encontrou evidências de mau funcionamento. O NTSB determinou que a causa provável foi a falha dos pilotos em usar o empuxo reverso disponível em tempo hábil para desacelerar ou parar com segurança após o pouso, o que resultou em um atropelamento da pista. Essa falha ocorreu porque a primeira experiência dos pilotos e a falta de familiaridade com o sistema automático de frenagem do avião os distraiu do uso do reversor durante o pouso desafiador.
Contribuindo ao acidente, a Southwest Airlines falhou: 1) em fornecer aos seus pilotos orientação e treinamento claros e consistentes em relação às políticas e procedimentos da empresa relacionados aos cálculos da distância de pouso na chegada; 2) na programação e projeto de seu computador de desempenho de bordo, que não apresentava informações críticas de suposições, apesar dos métodos inconsistentes de vento de cauda e de avaliação de empuxo reverso; 3) em planejar a implementação de novos procedimentos de frenagem automática sem um período de familiarização; e 4) em incluir uma margem de segurança na avaliação de chegada para levar em conta as incertezas operacionais. Contribuindo para a gravidade do acidente foi a ausência de um sistema de desaceleração com materiais projetados, que era necessário devido à área de segurança limitada da pista ao final da pista 31C."

## O Resultado
É agora uma prática recomendada para novas pistas a serem construídas que tenham uma área livre de pelo menos 300 metros em cada extremidade, chamada de "área de segurança", para fornecer um espaço adicional a uma aeronave que venha a ultrapassar os limites da pista para desacelerar e parar com relativa segurança. Como Midway foi construído antes que essas regras fossem promulgadas, ele não tinha essa área de segurança no momento do acidente. O acidente renovou os debates sobre a necessidade e a viabilidade de um sistema de desaceleração com materiais projetado, ou EMAS, em Chicago Midway, dada a falta de áreas de segurança adequadas e dos bairros residenciais circundantes. A cidade começou a adquirir terrenos para uma zona de segurança ao redor do aeroporto após a ocorrência do acidente. Em 2007, a instalação começou com sistemas de desaceleração de comprimento curto. O primeiro foi concluído no final da Pista 31C no verão de 2007. EMAS também foram instaladas no final das pistas 04R, 13C e 22L.
O acidente ocorreu exatamente 33 anos depois que o voo 553 da United Airlines, também um Boeing 737, caiu enquanto se aproximava do Aeroporto Midway, matando 45 pessoas.
Este foi o primeiro acidente da Southwest Airlines nos 35 anos de história da empresa a resultar em uma fatalidade. O principal incidente anterior foi em 2000, quando o voo 1455 da Southwest Airlines invadiu uma pista em Burbank, Califórnia, ferindo 43 e evitando por pouco uma catástrofe. A aeronave parou ao lado de um posto de gasolina.
Como resultado direto do acidente, a Administração Federal de Aviação dos Estados Unidos criou o Comitê de Legislação da Aviação para Avaliação do Desempenho de Decolagem e Aterrissagem. (TALPA ARC). Em 2016, com base nas recomendações da TALPA ARC, a FAA implementou um novo Código de Condição da Pista numérico para comunicação das condições da pista entre o administrador do aeroporto e os membros da tripulação de voo.

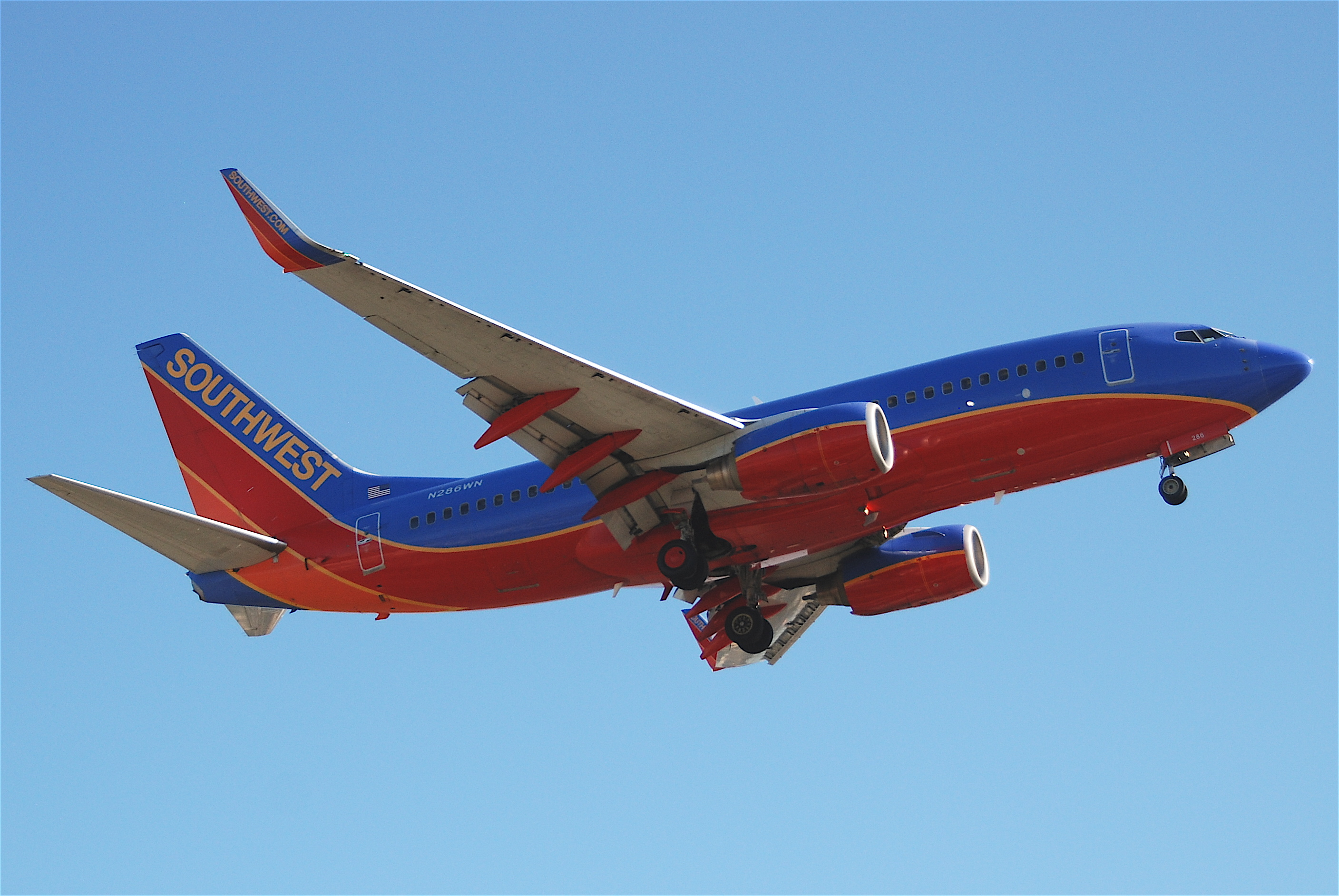
A aeronave envolvida após seu reparo e retorno ao serviço sob sua nova matrícula

Embora o acidente de Midway tenha matado uma pessoa no solo em vez de um passageiro ou membro da tripulação, a Southwest seguiu a tradição de retirar qualquer número de voo envolvido em um acidente fatal. Os voos de Baltimore para Chicago com partida às 15:55 ou por volta das 15h foram designados como voo 1885 até que esse número de voo fosse transferido para um voo diferente. A Southwest também fez uma petição à FAA em julho de 2006 para que o registro da aeronave fosse alterado para N286WN. Após um longo reparo, a aeronave emergiu do hangar da Southwest em Midway como N286WN, em setembro de 2006.

### Casos de ultrapassagem dos limites da pista
- Voo TAP Portugal 425 - 19 de novembro de 1977
- Voo da Lufthansa 2904 - 14 de setembro de 1993
- Voo 1420 da American Airlines - 1º de junho de 1999
- Lion Air Flight 583 - 30 de novembro de 2004
- Voo 358 da Air France - 2 de agosto de 2005
- Voo 200 da Garuda Indonésia - 7 de março de 2007
- Voo 3054 da TAM Airlines - 17 de julho de 2007
- Voo 269 da One-Two-GO Airlines - 16 de setembro de 2007
- Voo 331 da American Airlines - 22 de dezembro de 2009
- Voo Expresso 812 da Air India - 22 de maio de 2010
- Voo Expresso da Air India 1344 - 7 de agosto de 2020